# 柏溪乡
柏溪乡，是中华人民共和国安徽省黄山市祁门县下辖的一个乡镇级行政单位。

## 行政区划
柏溪乡下辖以下地区：
溶川村、西武村、新光村、新溪村、柏溪村、黄荆村、方坑村和白塔村。